# Karlsvik
Karlsvik is een stadje (tätort) binnen de Zweedse gemeente Luleå. Het ligt op een schiereiland in de Lulefjärden en kan gezien worden als de badplaats met camping behorende bij Luleå. In Karlsvik is het spoorwegmuseum (Norrbottens Järnvägsmuseum) gevestigd.
Er zijn nog 31 dorpen in Zweden met deze naam.
Bestuurscentrum: Luleå (Tätort)
Tätort: Alvik · Antnäs · Bälinge · Bensbyn · Bergnäset · Brändön · Ersnäs · Gammelstad · Jämtön · Kallax · Karlsvik · Klöverträsk · Måttsund · Persön · Råneå · Rutvik · Södra Sunderbyn
Småort: Ale · Ängesbyn · Avan · Björknäs en Harrviken · Björsbyn · Böle · Börjelslandet · Brännan · Bränslan · Fällträsk · Gäddvik · Hagaviken · Midbyn · Mörön · Niemisel · Norra Gäddvik · Örarna · Reveln · Smedsbyn · Södra Prästholm · Sundom · Vitå
Overig: Alhamn · Skäret · Niemiholm